# Stazione di Gracova
La stazione di Gracova (in sloveno Grahovo), già Stazione di Gracova Serravalle è una fermata ferroviaria posta sulla linea Jesenice-Trieste (Transalpina). Serve il centro abitato di Gracova, frazione del comune di Tolmino.

## Storia
La fermata venne attivata nel 1906 come parte della linea Jesenice-Trieste con il nome di Grahovo.
Dopo la prima guerra mondiale, con l'annessione della Venezia Giulia al Regno d'Italia, la linea passò sotto l'amministrazione delle Ferrovie dello Stato Italiane, che ribattezzarono la fermata come Gracova Serravalle.
Dopo la seconda guerra mondiale il territorio venne annesso alla Jugoslavia e riprese il nome Grahovo.
Dal 1991 appartiene alla rete slovena (Slovenske železnice).